# ヨルト (小惑星)
ヨルト (6119 Hjorth) は小惑星帯に位置する小惑星である。デンマークのシェラン島の北西部にあるブロルフェルド天文台で、ポール・イェンセンによって発見された。
コペンハーゲン大学の天体物理学教授、イェンス・ヨルト (Jens Hjorth) に因んで命名された。